# Gula
Gula ("De Grote") was de godin van de geneeskunst in de Mesopotamische mythologie. Zij was de echtgenote van Ninurta. Gula was de Vrouwe van de Geboorte en de Moeder van de Honden. Haar troeteldier of totem was een hond. Zij regeerde ook over het lot, zoals wordt aangegeven in de meervoudsvorm Gulses, de schikgodinnen die schrijven. Ze komen daarin overeen met de Romeinse Fata Scribunda, de Teutonische Schreiberinnen en de Griekse "Moirai". Gula wordt gelijkgesteld aan de godinnen Hygieia, Isis Medica, Salus, Valetudo, Minerva Medica en Bona Dea Hygieiai.
Gula had een tempel in Uruk.